# Prionus batesi
Prionus batesi är en skalbaggsart som beskrevs av Auguste Lameere 1920. Prionus batesi ingår i släktet Prionus och familjen långhorningar. Inga underarter finns listade i Catalogue of Life.